# Pontvallain
Pontvallain is een gemeente in het Franse departement Sarthe (regio Pays de la Loire). De plaats maakt deel uit van het arrondissement La Flèche. Pontvallain telde op 1 januari 2022 1.614 inwoners.

## Geografie
De oppervlakte van Pontvallain bedroeg op 1 januari 2022 34,88 vierkante kilometer; de bevolkingsdichtheid was toen 46,3 inwoners per km².

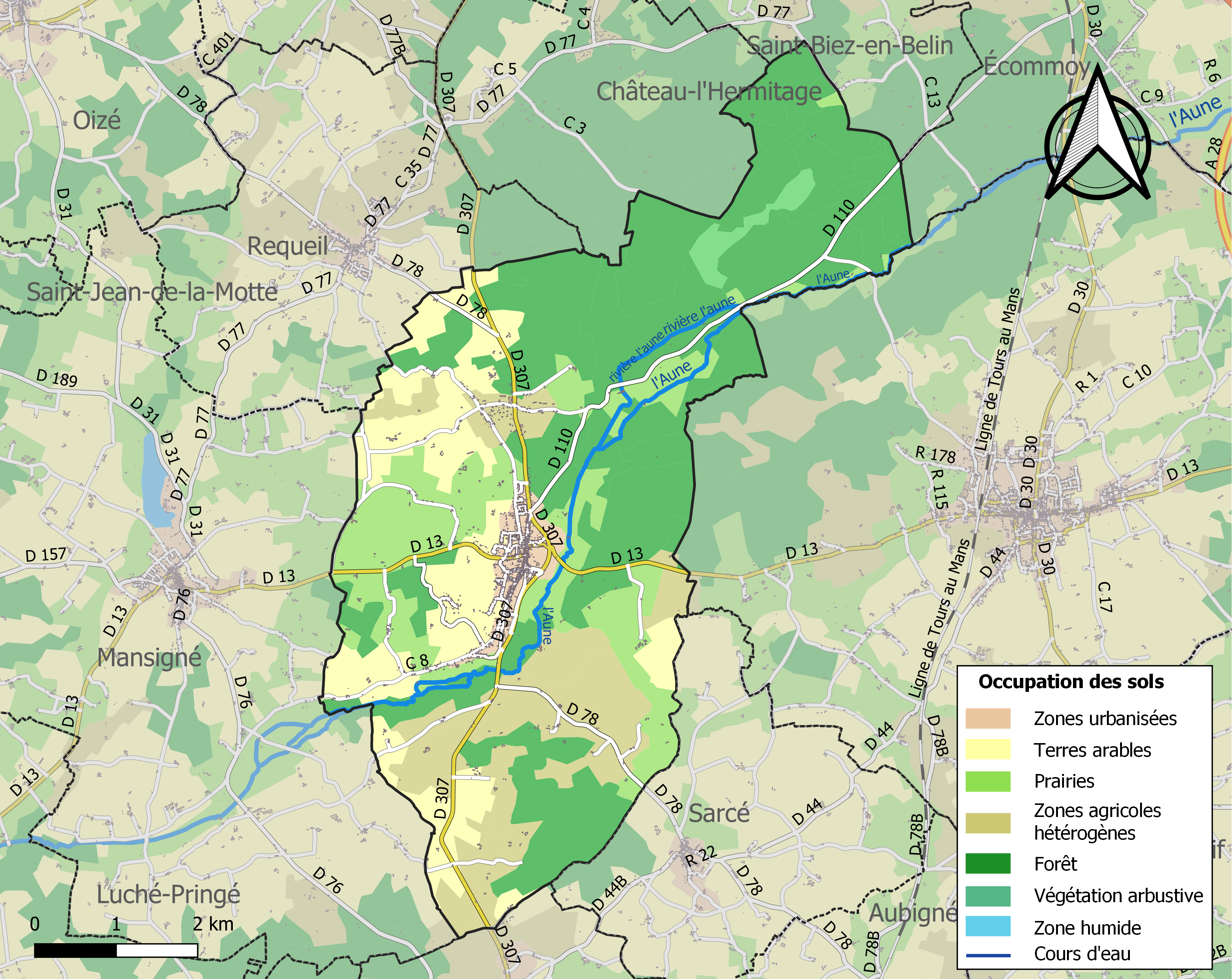
Kaart van de gemeente met de belangrijkste infrastructuur, bodemgebruik en omliggende gemeenten

## Demografie
Onderstaande figuur toont het verloop van het inwonertal (bron: INSEE-tellingen).